# Chemin du Terroir
 (novembre 2012).
Si vous disposez d'ouvrages ou d'articles de référence ou si vous connaissez des sites web de qualité traitant du thème abordé ici, merci de compléter l'article en donnant les références utiles à sa vérifiabilité et en les liant à la section « Notes et références ».
Le chemin du Terroir est une route touristique située dans la région des Laurentides au Québec (Canada). Elle a une longueur de 226 kilomètres. L’agrotourisme est à la première mais on peut aussi y voir la culture, le patrimoine et l'histoire. 

## Les événements
- Le Festival de la galette et des saveurs du terroir est situé à Saint-Eustache ; il se déroule pendant le mois de septembre.
- Les Pommes en Fêtes est le moment de récolte des fruits comme les pommes, les citrouilles, les courges et toutes sortes d’autres légumes, qui se déroule à Saint-Benoit de Mirabel, Saint-Eustache, Saint-Joseph-du-Lac et Oka pendant la mi-septembre et octobre.
- Le marathon canadien de ski se situe à Gatineau et se déroule entre le 9 et 10 février.
- Le Festif-Vent sur glace se déroule le 16 et 17 février à Saint-Placide. À ce festival on peut y faire du cerfs-volistes, de la tyrolienne, le Viromax et une panoplie d’autres activités.
- Le repiquage des meules se déroule au printemps selon les meuniers et cet événement se déroule au Moulin Légaré.
- L’exposition agricole de Lachute se situe sur le terrain de la société d’agriculture sur la rue Hamford.